# Trotwood
Trotwood é uma cidade localizada no estado norte-americano de Ohio, no Condado de Montgomery.

## Demografia
Segundo o censo norte-americano de 2000, a sua população era de 27.420 habitantes.
Em 2006, foi estimada uma população de 26.403, um decréscimo de 1017 (-3.7%).

## Geografia
De acordo com o United States Census Bureau tem uma área de
79,1 km², dos quais 79,1 km² cobertos por terra e 0,0 km² cobertos por água. Trotwood localiza-se a aproximadamente 302 m acima do nível do mar.

## Localidades na vizinhança
O diagrama seguinte representa as localidades num raio de 8 km ao redor de Trotwood.